# شدان شرب
شَدَّان شَرْب (الاسم العلمي: Raphicerus sharpei) ظبي صغير خجول ومنعزل وجد في جنوب وشرق إفريقيا في بوتسوانا وجمهورية الكونغو الديمقراطية ومَلاوي وموزمبيق وناميبيا وجنوب إفريقيا وإسواتيني وزَمبية وزمبَبوي وتنزانية.